# 2 Broke Girls
2 Broke Girls (estilizado como 2 BROKE GIRL$; llamada en España Dos chicas sin blanca y en Hispanoamérica Dos chicas quebradas) fue una comedia de situación de la televisión estadounidense. Debutó en la cadena CBS en la temporada de televisión 2011-2012. El primer episodio fue emitido el 11 de septiembre de 2011 a las 9.30 p. m. después de Two and a Half Men. Luego hubo un cambio de horario y los episodios fueron transmitidos después de How I Met Your Mother, los lunes a las 8.30 p. m.. La serie fue creada por Michael Patrick King y Whitney Cummings de Warner Bros. Television. El 5 de octubre de 2011, la CBS pidió la temporada completa para la comedia novata.
El 14 de marzo de 2012, la CBS renovó la serie para una segunda temporada, que se estrenó el 24 de septiembre de 2012.
La serie fue renovada para una tercera temporada el 27 de marzo de 2013. El 13 de marzo de 2014, la serie fue renovada para una cuarta temporada. El 12 de marzo de 2015, la serie fue renovada por una quinta temporada El 25 de marzo de 2016, la serie fue renovada por una sexta temporada.
A mediados de 2017, la serie fue oficialmente cancelada por la CBS pese a haber tenido una buena audiencia en la 6ª temporada.

## Sinopsis
Ambientada en el barrio de Williamsbourg, del distrito de Brooklyn, en Nueva York, la serie relata la vida de dos camareras veinteañeras que trabajan juntas en un restaurante, para lograr cumplir su sueño de abrir un negocio de cupcakes. Max Black (Kat Dennings), proveniente de una familia pobre de la clase trabajadora, que además tiene un trabajo adicional como niñera para una mimada y detestable socialité de Manhattan; y Caroline Channing (Beth Behrs), quien nació rica pero que ahora es pobre, debido a que su padre fue atrapado operando en una enorme estafa. Las dos se convierten en amigas y construyen un sueño juntas, el de abrir una tienda de cupcakes (para eso necesitan alcanzar 250 000 dólares), aunque casi no pueden costear nada con el pago que reciben en su trabajo. Junto con ellas trabajan también en el restaurante su jefe, Han Lee (Matthew Moy); Oleg (Jonathan Kite), un alegre cocinero ucraniano; y Earl (Garrett Morris), el cajero. Se hacen amigas, además, de una vecina y cliente habitual del restaurante, la polaca Sophie (Jennifer Coolidge). Al comienzo de cada episodio, se muestra a Max sirviendo una mesa, y al final de cada episodio, un registro muestra lo que llevan para alcanzar los 250 000 dólares.
Al principio de la segunda temporada Sophie les presta 20 000 dólares para que pongan en marcha su negocio, pero no tienen éxito y al final de la temporada tienen que cerrar la tienda para devolver el préstamo a Sophie.
En la tercera temporada abren de nuevo el negocio en la trastienda del restaurante en el que siguen trabajando. Además Max comienza a estudiar en una escuela de pastelería donde conoce a Deke con quien tendrá un noviazgo.Caroline tendrá un breve romance con el director de la escuela de pastelería, el chef Nicolás, pero el chef cerrará la escuela y volverá a Francia con su esposa. Deke intenta que sus millonarios padres inviertan en la escuela pero eso provoca su ruptura con Max.
Durante la cuarta temporada, las chicas finalmente comienzan su negocio de cupcakes, que tiene éxito brevemente antes de entrar en números rojos. Tanto Max como Caroline terminan trabajando en una pastelería de élite llamada "The High" para ganar más dinero y devolver el préstamo que tomaron para su negocio. Al final de la cuarta temporada, Oleg y Sophie se casan, mientras que Max y Caroline se dan cuenta de que tienen su propio negocio del que preocuparse y su propio sueño por el que trabajar, lo que los lleva a dejar "The High" y volver a su negocio.
En la quinta temporada, Caroline vende la historia de su vida a un productor de cine por 250.000 dólares. Ella usa la mayor parte del dinero para expandir su antiguo espacio de cupcakes en la pizzería adyacente, convirtiéndola en un "bar de postres". Los $ 30,000 que sobraron, se utilizan para comprar parte de la propiedad del restaurante para ayudar a Han a pagar sus deudas por apostar en el tenis femenino. Mientras está en Hollywood con Caroline consultando el guion de su historia de vida, Max conoce a su segundo gran interés amoroso en la serie, un "abogado de las estrellas" llamado Randy, pero como el vive en Los Ángeles y ella en Nueva York, deciden romper la relación. Mientras tanto, a pesar de su avanzada edad, Sophie queda embarazada del hijo de Oleg.
La sexta temporada tiene a Sophie y Oleg dando la bienvenida a su pequeña hija Barbara. Randy regresa para continuar brevemente su relación con Max, pero no funciona. Randy quiere que Max se mude a California, pero Max, reconociendo públicamente su fuerte amistad con Caroline por primera vez, dice que no puede hacerlo porque ahora tiene personas importantes en su vida. Mientras tanto, Caroline conoce a Bobby, un contratista que reconstruye el bar de postres después de una tormenta, y los dos comienzan una relación. Al final de la temporada, se hizo la película sobre la vida de Caroline (aunque con algunos cambios de "licencia creativa"), Caroline destruye un vestido prestado de $ 10,000 durante el estreno, lo que acaba con los ahorros y ganancias de ella y Max; quedando en bancarrota. Randy regresa a Nueva York, esta vez de forma permanente, y le propone matrimonio a Max, quien acepta. La serie termina en este punto, ya que la cadena canceló inesperadamente 2 Broke Girls sin permitir que el equipo creativo resolviera las tramas aun abiertas.

## Personajes

### Personajes principales
- Kat Dennings como Maxine Black.
- Beth Behrs como Caroline Channing.
- Garrett Morris como Earl Washington.
- Jonathan Kite como Oleg Golishevksy.
- Matthew Moy como Han "Bryce" Lee.
- Jennifer Coolidge como Sophie Kachinsky.[9]

### Personajes recurrentes
- Nick Zano como el papa de Max .
- Brooke Lyons como Peach Landis.
- Ryan Hansen como Andy.
- Eric André como Deke Brahmburg.
- Austin Falk como Nashit "Nash".
- Ed Quinn como Randy Walsh.
- Federico Dordei como Luis

### Invitados especiales
- Martha Stewart como ella misma.
- Steven Weber como Martin Channing, el padre de Caroline Channing.
- Cedric the Entertainer como Darius, el hijo de Earl.
- 2 Chainz como él mismo.
- Missi Pyle como Charity Channing, la tía abusiva de Caroline Channing.
- Debra Wilson como Delores.
- Lindsay Lohan como Claire Guinness.
- Kim Kardashian como ella misma.
- Jackee Harry como Ruby.
- Kym Whitley como Shirley.
- Noah Mills como Robbie, el exnovio de Max.
- Martha Hunt es ella misma.
- Lily Aldridge es ella misma.

## Episodios
| Temporada | Temporada | Episodios | Episodios | Emisión original         | Emisión original    |
| Temporada | Temporada | Episodios | Episodios | Primera emisión          | Última emisión      |
| --------- | --------- | --------- | --------- | ------------------------ | ------------------- |
|           | 1         | 24        | 24        | 19 de septiembre de 2011 | 7 de mayo de 2012   |
|           | 2         | 24        | 24        | 24 de septiembre de 2012 | 13 de mayo de 2013  |
|           | 3         | 24        | 24        | 23 de septiembre de 2013 | 5 de mayo de 2014   |
|           | 4         | 22        | 22        | 27 de octubre de 2014    | 18 de mayo de 2015  |
|           | 5         | 22        | 22        | 12 de noviembre de 2015  | 13 de mayo de 2016  |
|           | 6         | 22        | 22        | 10 de octubre de 2016    | 17 de abril de 2017 |